# Janovice nad Úhlavou (hrad)
Janovice nad Úhlavou jsou částečně dochovaný vodní hrad ve stejnojmenném městě v okrese Klatovy. Stojí na jihozápadním okraji města v nadmořské výšce 415 metrů. Dochovala se z něj pouze zástavba předhradí. Hradní jádro bylo zbořeno, a na jeho místě založen hřbitov. Od roku 1964 jsou zbytky hradu chráněny jako kulturní památka.

## Historie
První písemná zmínka o hradu pochází z roku 1327, kdy ho král Jan Lucemburský prodal Petrovi z Rožmberka s tím, že Petr vyřeší dědické nároky dědiců předchozího majitele. Již v roce 1290 je totiž zmiňován Jan Janovský z Janovic, který hrad pravděpodobně založil. V roce 1334 hrad opět patřil králi a v roce 1342 se po něm psal Bohuslav Janovský z Janovic. Jeho syn Racek Janovský z Janovic převzal hrad s panstvím jako léno od krále Karla IV. a jeho potomkům patřil s krátkou přestávkou až do roku 1674.
Oldřich z Janovic vedl od poloviny 15. století válku se svými bavorskými sousedy a jeho syn, také Oldřich, v konfliktu pokračovat. Dostal se proto do sporu s králem, který se podařilo urovnat až v roce 1471. Oldřichův syn Heřman z Janovic však měl vlastní spory o nevyplacení žoldu s bavorským knížetem pokračoval a v roce 1515 došlo k dalšímu konfliktu s králem Vladislavem Jagellonským. V důsledku sporu musel Heřman z Janovic uprchnout ze země a jeho syn Oldřich byl uvězněn. Hrad v roce 1516 získal loupeživý rytíř Petr Suda z Řenče, proti kterému se spojila města Klatovy, Plzeň a Stříbro. Vojska tří měst v říjnu roku 1520 hrad oblehla, a poté co z něj Petr Suda uprchl, se posádka po necelý měsíc dlouhém obléhání vzdala. V roce 1523 dostal hrad do správy Oldřich z Janovic a o rok později ho získal zpět omilostněný Heřman z Janovic.
Za účast na stavovském povstání museli Janovští z Janovic v roce 1623 přijmout manský závazek a propuštění majetku z manství dosáhli až v roce 1670. O čtyři roky později hrad koupil pražský arcibiskup Matouš Ferdinand Sobek z Bílenberka, který chtěl v blízkých Klatovech zřídit nové biskupství, jehož majetkem se měly Janovice stát. Hradní jádro v té době bylo již zpustlé. Arcibiskup však o rok později zemřel, a k založení biskupství nedošlo. Nový arcibiskup Jan Bedřich z Valdštejna hrad prodal v roce 1683 Vilému Albrechtovi z Kolovrat, který janovické panství připojil k Dešenicím. Hrad byl poté využíván jen k hospodářským účelům. Na počátku 19. století jeho areál koupila obec a na zplanýrovaném pozemku založila hřbitov.

## Stavební podoba
V obraně hradu, založeného v nevýhodné rovinaté poloze, hrála významnou roli voda. Čelo čtverhranného jádra o rozměrech 25 × 40 m chránil přirozený vodní tok a zbylé tři strany jádra obíhal až 40 m široký vodní příkop, který se dochoval do současnosti. Zástavba jádra byla zničena při zakládání hřbitova, ale díky popisu z roku 1539 víme o velké a menší věži, sklepení pod starým domem a dalších objektech. Fragment obvodové hradby se dochoval v severozápadním nároží jádra. Vně příkopu obtáčel jádro ještě val, částečně dochovaný na jižní straně.

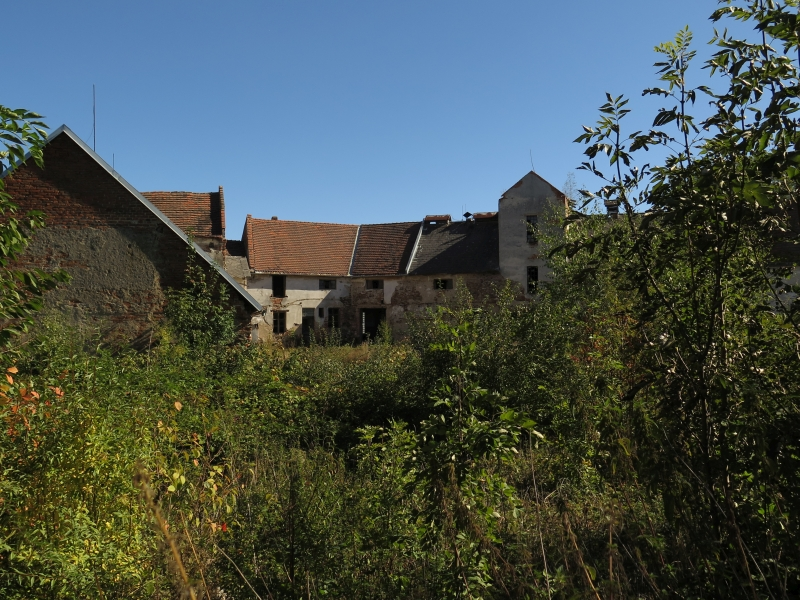
Hospodářský dvůr v předhradí

Předhradí chránila vlastní hradba a další příkop, který byl později použit pro stavbu mlýnského náhonu pro janovický mlýn. Předhradí bylo průjezdné: jedna brána vedla od severu z návsi a druhá brána směřovala k jihu. Fragmenty jejího zdiva zanikly v osmdesátých letech 20. století. Dochovaná zástavba pochází z renesančních přestaveb provedených v 16. století. U portálu brány jsou patrné stopy po vpadlině pro padací most.

## Fotogalerie

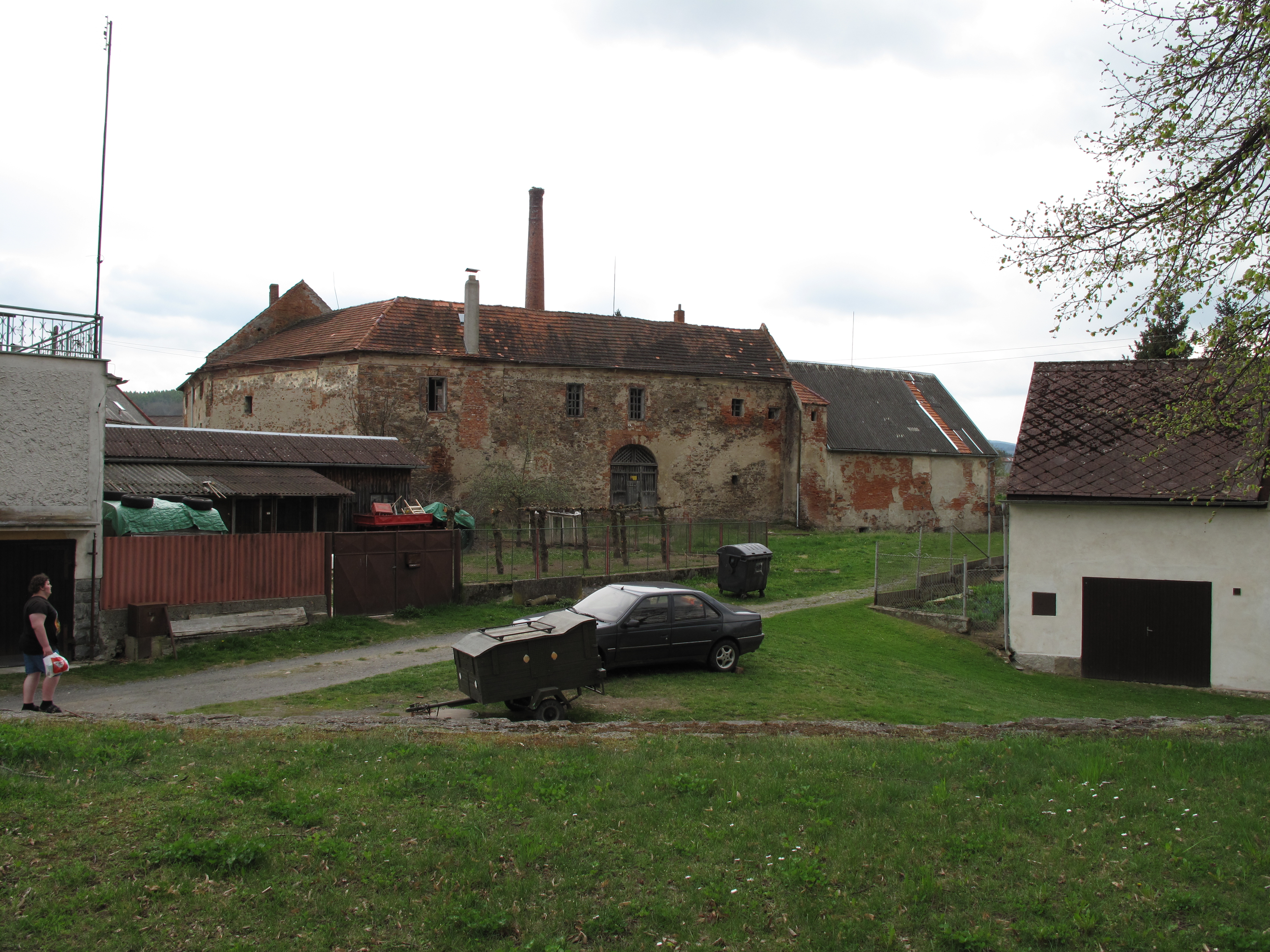
Celkový pohled na pozůstatek z hradu
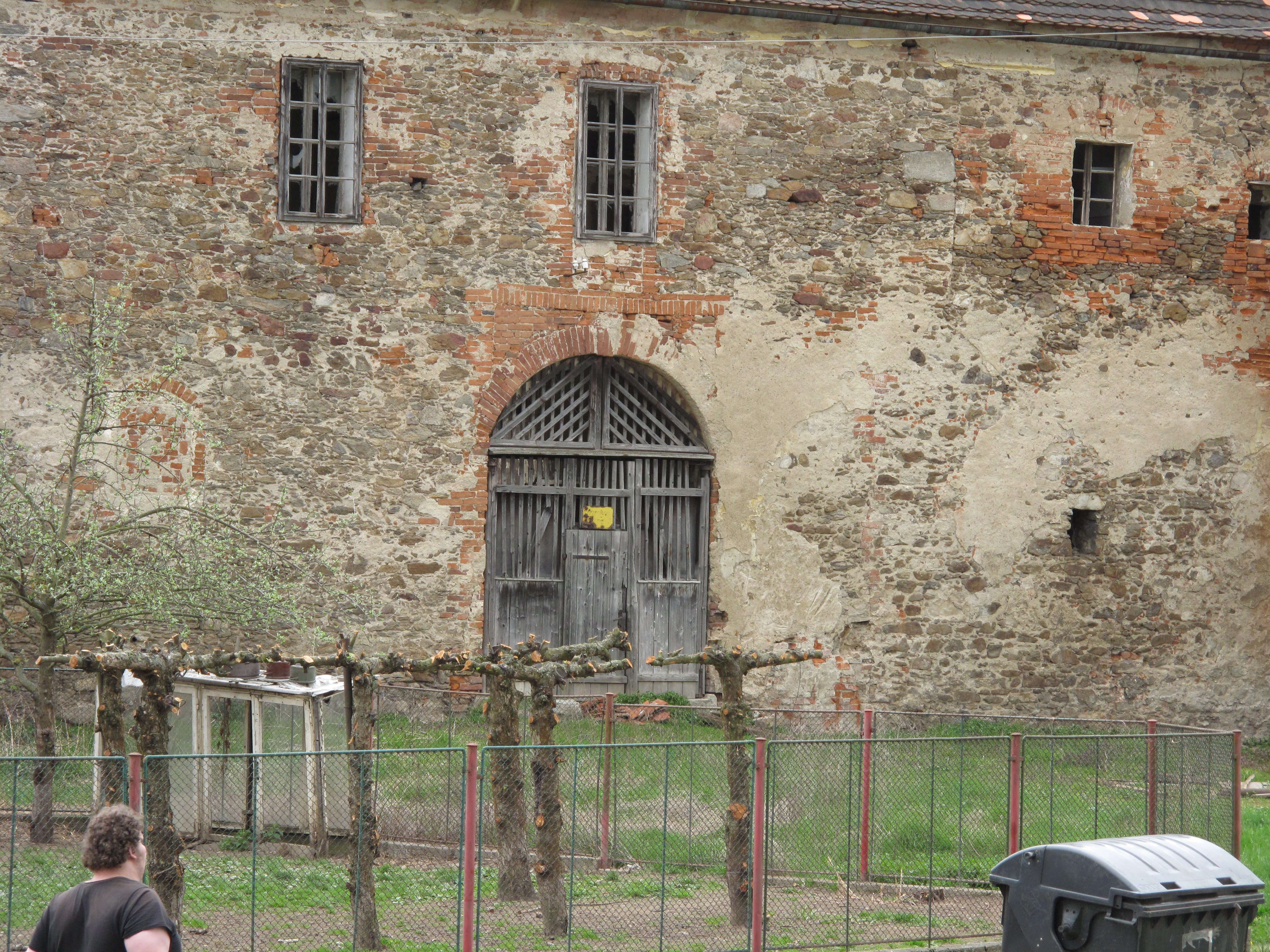
Pohled na vstupní bránu
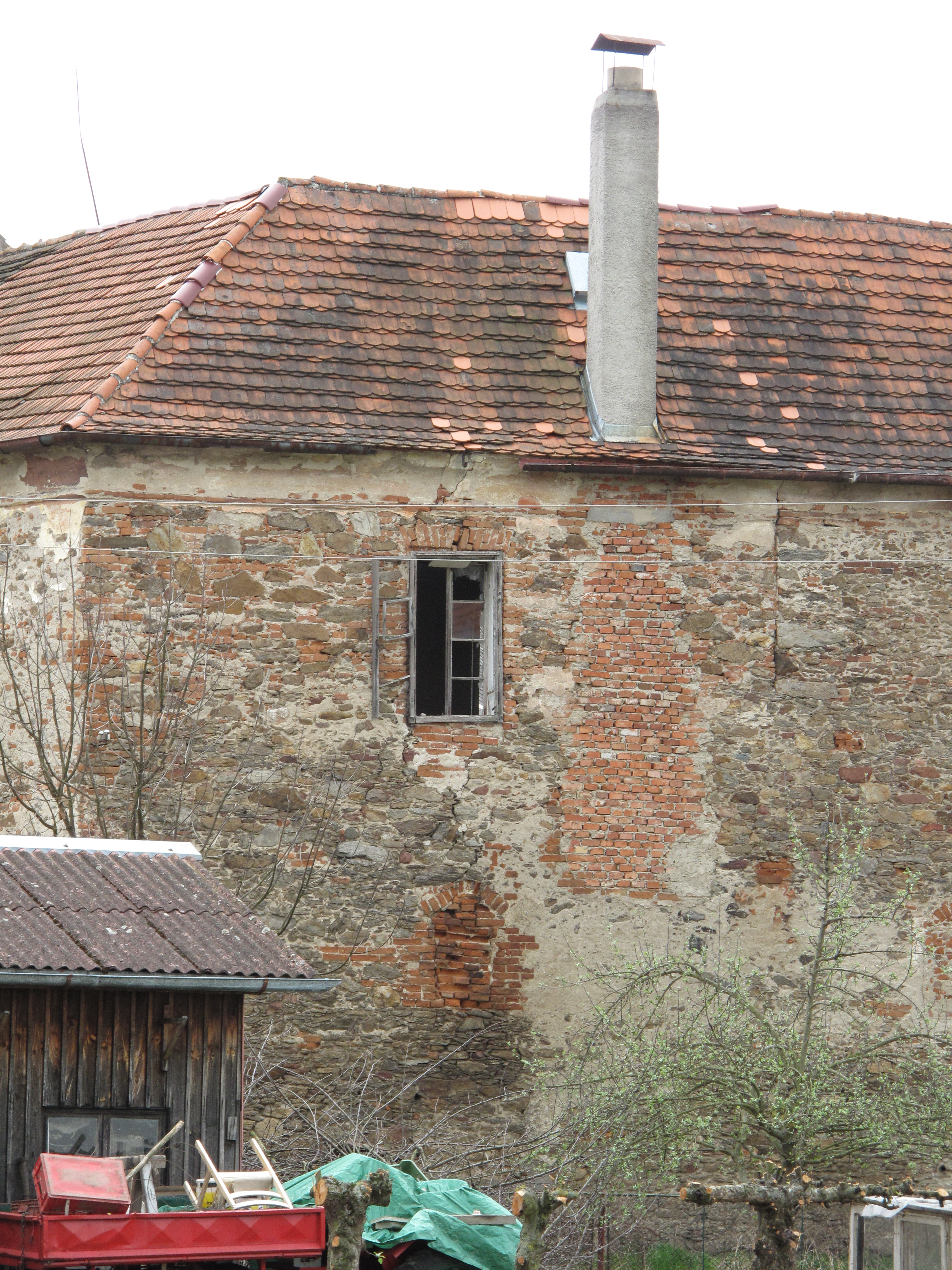
Detail hradu